# Sạc không dây

Cuộn sơ cấp tạo dòng cảm ứng ở cuộn thứ cấp để nạp

Nạp điện cảm ứng hay sạc cảm ứng, thường gọi là sạc không dây (tiếng Anh: inductive charging hay wireless charging) là thiết bị điện tử sử dụng trường điện từ để truyền năng lượng từ nguồn để nạp điện cho các ac quy hay pin sạc.
Trong thực tiễn sạc không dây nhắm đến hai ứng dụng: 
- Bộ sạc các thiết bị điện tử di động như thiết bị kỹ thuật số hỗ trợ cá nhân (PDA), điện thoại di động,...
- Trạm sạc các phương tiện vận tải như ô tô, xe điện,...

Bộ sạc cảm ứng sử dụng cuộn cảm để tạo ra trường điện từ xoay chiều đế truyền năng lượng, và cuộn dây cảm ứng thứ hai trong thiết bị cầm tay lấy điện từ trường điện từ và chuyển đổi nó trở lại thành dòng điện để sạc pin. Hai cuộn dây cảm ứng khi ở gần nhau sẽ kết hợp để tạo thành một biến áp điện . Có thể đạt được khoảng cách lớn hơn giữa cuộn dây truyền và nhận, khi hệ thống sử dụng ghép nối cảm ứng cộng hưởng.
Những cải tiến gần đây đối với hệ thống cộng hưởng này bao gồm việc sử dụng một cuộn dây truyền năng lượng có thể di chuyển (ví dụ lắp trên sàn nâng hoặc cánh tay nâng) và việc sử dụng các vật liệu tốt cho cuộn dây thu như được làm bằng đồng mạ bạc hoặc đôi khi là nhôm để giảm thiểu trọng lượng, giảm điện trở và giảm ảnh hưởng của Hiệu ứng bề mặt .